# Hydractinia dongshanensis
Hydractinia dongshanensis is een hydroïdpoliep uit de familie Hydractiniidae. De poliep komt uit het geslacht Hydractinia. Hydractinia dongshanensis werd in 2006 voor het eerst wetenschappelijk beschreven door Xu & Huang. 